# بارني ستوري
بارني ستوري (بالإنجليزية: Barney Storey)‏ هو دراج بريطاني، ولد في 13 مارس 1977 في ویمبورن مينستر ‏ في المملكة المتحدة.

## وصلات خارجية
- بارني ستوري على موقع أرشيف الدراجات (الإنجليزية)
- بارني ستوري على موقع Paralympic.org (الإنجليزية)